# 阮德輝
阮德輝（越南语：／；1862年—？年），越南阮朝進士。

## 生平
阮德輝是河靜省河清府石河縣下壹總虞舍社（今屬河靜省石河縣石治社）人，嗣德十五年（1862年）出生。成泰三年（1891年），阮德輝參加乂安場鄉試，考中舉人。次年（1895年），阮德輝會試次中格，庭試考中進士。